# Inczefi Géza
Inczefi Géza (Szászrégen, 1906. július 12. – Szeged, 1974. április 10.) nyelvész, főiskolai tanár, a nyelvészeti tudományok kandidátusa (1967).

## Életpályája
1930-ban Magyarországra települt. Egyetemi tanulmányait Szegeden végezte el magyar-német szakon 1935-ben. Szegeden, Budapesten, Makón (1939-1940), Naszádon volt középiskolai tanár. 1953-tól a szegedi Juhász Gyula Tanárképző Főiskola tanszékvezető tanára volt. 1967-ben nyugdíjba vonult. Öngyilkos lett.

## Művei
- Abafája és vidékének nyelvjárása (1938)
- Szeged műveltségének régi nyomai (1955)
- Insula Lebő (helynévmagyarázat, 1956)
- Szeged környékének földrajzi nevei (1960)
- A Tisza-Maros szöge halászatának nyelvi emlékei (1961)
- Földrajzi nevek névtudományi vizsgálata Makó környékének földrajzi nevei alapján (1970)